# Coupe Memorial 2002
Navigation
Édition précédente Édition suivante
L'édition 2002 de la Coupe Memorial est présenté du 18 au 26 mai 2002 à Guelph, Ontario. Elle regroupe les champions de chacune des divisions de la Ligue canadienne de hockey, soit la Ligue de hockey junior majeur du Québec (LHJMQ), la Ligue de hockey de l'Ontario (LHO) et la Ligue de hockey de l'Ouest (LHOu)

## Équipes participantes
- Les Tigres de Victoriaville représente la Ligue de hockey junior majeur du Québec.
- Les Otters d'Érié représente la Ligue de hockey de l'Ontario.
- Le Ice de Kootenay représente la Ligue de hockey de l'Ouest.
- Le Storm de Guelph de la LHO en tant qu'équipe hôte.

## Classement de la ronde Préliminaire
| Équipe                   | PJ | V | D | BP | BC | Pts |
| ------------------------ | -- | - | - | -- | -- | --- |
| Ice de Kootenay          | 3  | 2 | 1 | 9  | 6  | 4   |
| Otters d'Érié            | 3  | 2 | 1 | 9  | 4  | 4   |
| Tigres de Victoriaville¹ | 3  | 1 | 2 | 5  | 12 | 2   |
| Storm de Guelph¹         | 3  | 1 | 2 | 8  | 9  | 2   |

¹ Une rencontre de bris d'égalité fut effectué entre Guelph et Victoriaville afin de déterminer l'équipe terminant au troisième rang. Victoriaville remporte ce bris d'égalité par la marque de 4 à 3.

## Résultats

### Résultats du tournoi à la ronde
Voici les résultats du tournoi à la ronde pour l'édition 2002 :

## Effectifs
Voici la liste des joueurs s'alignant avec le Ice de Kootenay, équipe championne de 2002 :
- Entraîneur : Ryan McGill
- Gardiens de but : Bryan Bridges et B.J. Boxma
- Défenseurs : Gerard Dicaire, Brennan Evans, Cole Fischer, Curtis Fransoo, Steve Makway et Andy Thompson.
- Attaquants : Igor Agarunov, Nigel Dawes, Travis Featherstone, Richard Hamula, Chris LaValley, Dale Mahovsky, Duncan Milroy, Shaun Norrie, Tomas Plihal, Kyle Sheen, Colin Sinclair, Jarret Stoll, Marek Svatoš, Adam Taylor et Craig Weller.

## Meilleurs pointeurs
| Joueur           | Équipe        | PJ | B | A | Pts |
| ---------------- | ------------- | -- | - | - | --- |
| Matthew Lombardi | Victoriaville | 6  | 2 | 7 | 9   |
| Cory Pecker      | Érié          | 4  | 4 | 3 | 7   |
| Danny Groulx     | Victoriaville | 6  | 2 | 5 | 7   |
| Carl Mallette    | Victoriaville | 6  | 5 | 1 | 6   |
| Colin Sinclair   | Kootenay      | 4  | 4 | 2 | 6   |
| Kevin Dallman    | Guelph        | 4  | 1 | 5 | 6   |
| Brad Boyes       | Érié          | 4  | 2 | 3 | 5   |
| Brandon Cullen   | Érié          | 4  | 2 | 3 | 5   |
| Marek Svatoš     | Kootenay      | 4  | 1 | 4 | 5   |
| Jarret Stoll     | Kootenay      | 4  | 0 | 5 | 5   |

### Meilleurs gardiens
| Joueur           | Équipe        | PJ | V  | D  | Bl | Moy  | %Arr   |
| ---------------- | ------------- | -- | -- | -- | -- | ---- | ------ |
| T.J. Aceti       | Érié          | -- | -- | -- | -- | 1,91 | 94,2 % |
| B.J. Boxma       | Kootenay      | -- | -- | -- | -- | 2,25 | 90,0 % |
| Daniel Manzato   | Victoriaville | -- | -- | -- | -- | 2,79 | 94,3 % |
| Andrew Penner    | Guelph        | -- | -- | -- | -- | 3,25 | 87,3 % |
| Daniel Boisclair | Victoriaville | -- | -- | -- | -- | 4,22 | 88,0 % |

## Honneurs individuels
- Trophée Stafford-Smythe (meilleur joueur) : Danny Groulx (Tigres de Victoriaville)
- Trophée George-Parsons (meilleur esprit sportif) : Tomas Plihal (Ice de Kootenay)
- Trophée Hap-Emms (meilleur gardien) : T.J. Aceti (Otters d'Érié)
- Trophée Ed-Chynoweth (meilleur buteur) : Matthew Lombardi (Tigres de Victoriaville)

Équipe d'étoiles :
- Gardien : T.J. Aceti (Otters d'Érié)
- Défenseurs : Danny Groulx (Tigres de Victoriaville) — Kevin Dallman (Storm de Guelph)
- Attaquants : Matthew Lombardi (Tigres de Victoriaville) — Colin Sinclair (Ice de Kootenay) — Cory Pecker (Otters d'Érié)